# Nicolás Salmerón y Alonso
Nicolás Salmerón Alonso (Alhama de Almería, Almeria, 10 de abril de 1838 – Pau, França, 20 de setembro de 1908) foi político e filósofo espanhol, foi Presidente do Poder Executivo da Primeira República Espanhola durante mês e meio em 1873. Demitiu-se por se negar a assinar uma pena de morte. Foi catedrático de História Universal na Universidade de Oviedo e de Metafísica na Universidade de Madrid. Foi estudioso das teorias de Krause, que inspiraram a Institución Libre de Enseñanza.

## Biografia
Filho do médico Francisco Salmerón López, e de Rosalía Alonso García, seu pai era conhecido pela convicção das suas ideias liberais (que o levariam a colaborar na tentativa de pronunciamento liberal de Almeria, conhecido como Los Coloraos). Batizado como Nicolás María del Carmen, queixara-se da sua infância, falto do carinho materno, pois sua mãe faleceu muito nova e foi criado pelas suas rígidas irmãs.
O seu irmão maior, Francisco nascido em 1822, também liberal, foi deputado por Almeria nas Constituintes de 1854 e ministro de Graça e Justiça em união com Joaquín Aguirre, e ministro de Ultramar.
Salmerón começou os estudos de segundo grau em Almeria em 1846, onde obteve o título de Segundo Grau em Belas Artes. Com posterioridade cursou os estudos de Direito e Filosofia e Letras na universidade de Granada, na que travou amizade com Francisco Giner de los Ríos e Julián Sanz del Río. Em 1859 foi designado professor auxiliar de filosofia do instituto San Isidro de Madrid e, em 1860, também como auxiliar, obteve praça na faculdade de Filosofia e Letras da Universidade Central de Madrid. Em 1864, após obter o doutoramento, ganhou a cátedra de História Universal na Universidade de Oviedo, embora nunca chegasse a ocupar a praça. Permaneceu na Central de Madrid até obter em 1866 a cátedra de Metafísica na mesma.
Desde bem novo conheceu o krausismo, que influiu decisivamente na sua vida posterior, até evoluir para o positivismo. Afiliado ao Partido Democrático, publicou diversos artigos políticos nos diários La Discusión e La Democracia, sendo detido durante o reinado de Isabel II a 13 de julho de 1867 pelas suas ideias políticas, junto a Pi i Margall entre outros, permanecendo cinco meses preso.
Com a Revolução de 1868 mudou-se a Madrid, onde foi reposto na cátedra, da qual fora separado no princípio de ano, e participou nas juntas revolucionárias. Em 1869 apresentou-se a deputado pela província de Almeria, mas foi derrotado. Em 1871 foi eleito deputado às Cortes Generales pela província de Badajoz. Partidário do republicanismo, foi defensor de um modelo unitário frente à tese federalista, e um ativo lutador do Sexênio Democrático. A sua conhecida posição na defesa da extensão da democracia levá-lo-ia a defender em 1871 a legalidade, dentro da Constituição de 1869, da Primeira Internacional e do direito dos operários a associar-se livremente.
Com a chegada da República, foi ministro de Graça e Justiça do gabinete de Estanislao Figueras e em 13 de junho eleito Presidente das Cortes Generales.

Após a demissão de Pi i Margall, as Cortes Constituintes nomearam-no Presidente do Poder Executivo com 193 votos contra 93 de Pi i Margall, cargo que exerceu de 18 de julho a 7 de setembro de 1873. A situação de todo o período era especialmente crítica, o que o levou a não poder controlar as sublevações cantonalistas que proliferavam na Espanha. Os seus problemas com o Exército foram importantes nessa curta Presidência, e a sua negativa a assinar diferentes condenações à morte obrigaram-no a demitir. Dois dias após abandonar o seu posto foi eleito Presidente do Congresso dos Deputados. Os confrontos com o seu sucessor, Emilio Castelar, ajudariam involuntariamente o golpe de Estado do general Pavia que, com o de Arsenio Martínez-Campos a 29 de dezembro de 1874, daria fim à primeira experiência republicana.

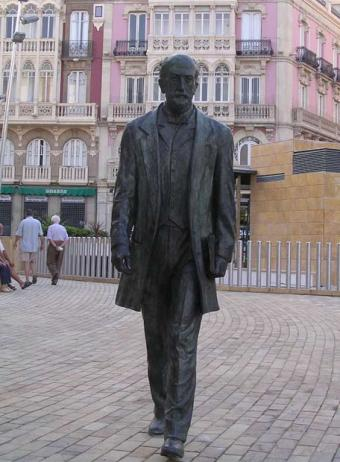
Estátua de Nicolás Salmerón em Almeria.

Em 1874 regressou à sua cátedra de Metafísica, mas com a Restauração bourbônica terá sido privado da praça a 17 de julho de 1875 num amplo processo de depuração universitária. Embora tratasse de manter um escritório de advogados em Madrid, a situação obrigou-o ao exílio em Paris, onde junto a Manuel Ruiz Zorrilla fundaria o Partido Republicano Progressista. Não voltou para Espanha até 1885, após a anistia de Práxedes Mateo Sagasta de 1881, e pôde recuperar a sua cátedra. Foi deputado novamente em 1886, e depois de 1893 até 1907. Neste tempo manteve uma clara vocação política republicana e, em palavras de Claudio Sánchez Albornoz, tornar-se-ia na "sombra da República que um dia terá de chegar". A sua incessante atividade levou-o a fundar o jornal La Justicia, integrar-se no partido União Republicana (antes fora eleito pelo Partido Progressista) e a modificar as suas primeiras convicções unitárias por um apoio ao catalanismo moderado, ingressando em Solidaritat Catalana.
De saúde precária, aproveitava as férias para receber águas termais. Mandou construír na sua povoação natal uma magnífica vila onde residir, enquanto tomava os banhos no balneário de San Nicolás de Alhama, a cuja Comissão de Banhos ele próprio pertencia.
Faleceu em Pau, França, a  20 de setembro de 1908, enquanto se encontrava de férias. Em 1915 os seus restos foram transladados para o monumento funerário levantado no cemitério civil de Madrid, à direita do mausoléu de Francisco Pi y Margall, o seu predecessor na presidência da Primeira República Espanhola. No seu epitáfio aparece uma glosa realizada por Georges Clemenceau (primeiro-ministro francês de 1907 a 1912), lembrando que "deixou o poder por não assinar uma sentença de morte".